# Laboratório de História Antiga da Universidade Federal do Rio de Janeiro
O Laboratório de História Antiga (LHIA) é uma unidade de ensino, pesquisa e extensão ligada ao Instituto de História da Universidade Federal do Rio de Janeiro, criada oficialmente em 1993.